# Guerrita de Agosto (1906)
La Guerrita de Agosto 1906 fue una rebelión rebelión armada ocurrida en Cuba, durante el verano de 1906. La revuelta fue instigada por el Partido Liberal de Cuba ante la candidatura a la reelección del presidente conservador Tomás Estrada Palma.

## Situación político-económica del país
Desde las elecciones de 1902, Tomás Estrada Palma como gobernante de la República de Cuba, adquirió fama de buen gobierno de parte de aquellos que respondían a los intereses de las clases conservadoras, las cuales abogaban por no hacer caso a los problemas básicos del país sino preocuparse por sus riquezas y privilegios. Por lo que el gobierno de Estrada Palma se desempeñó en torno a presupuestos bajos y a la economía en el empleo de los fondos monetarios existentes en las bancas del país. 
Dada esta situación se llega al año 1906 donde se realizarían nuevamente las elecciones para el presidente de la república y Tomás Estrada Palma bajo sus filosofías de conservador, se preparó para su reelección. Como primer paso ingresa al Partido Moderado el cual reunía un gran número de figuras de la época, la mayoría elementos conservadores conocidos como el "gabinete de combate", donde la violencia, los fraudes y los actos de terrorismo y abuso les parecían familiares. En consecuencia los del Partido Liberal de Cuba que habían postulado a José Miguel Gómez no vieron otra opción que irse a la insurrección armada y así se da comienzo a la Guerrita de Agosto de 1906. 

## Transcurso

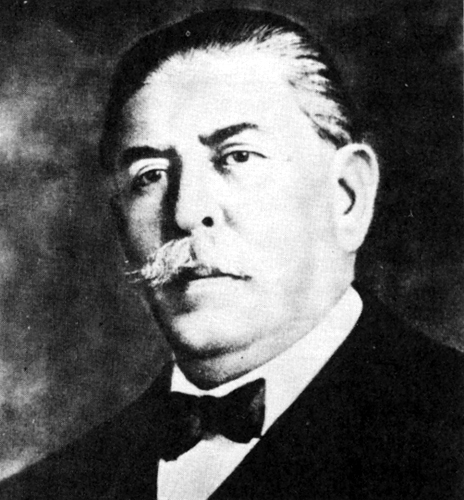
José Miguel Gómez (1858-1921), Partido Liberal de Cuba.

El aparato político-administrativo-militar se pondría en funcionamiento con el gobierno de Estrada Palma, durante el cual se hundió el Partido Moderado como partido de gobierno. Dicho partido impulsó la reelección de Tomás Estrada Palma en 1906, frente a la candidatura liberal de José Miguel Gómez (1858-1921) y Alfredo Zayas (1861 - 1934). Ante la imposición moderada, los liberales acudieron a la violencia, en la llamada Guerrita de Agosto (1906). 
El empeoramiento progresivo de la situación llevó a que empezaran a ocurrir los primeros alzamientos armados entre los cuales estuvo el más significativo fue el del general Faustino (Pino) Guerra en Pinar del Río, y trascendieron a estos alzamientos en La Habana y en Las Villas.
En respuesta a las acciones realizadas el gobierno inmediatamente mandó a apresar a José Miguel Gómez y a otros líderes liberales, la guardia rural asesinó a machetazos al general Quintín Banderas, uno de los más aguerridos jefes de las guerras de independencia, también tomo represalia contra los alzamientos armados y lo hizo a través de la guardia rural y una milicia que organizó muy bien armada y pagada a la cual no dejaron de ingresar antiguos luchadores españoles y gente de la peor calidad, en favor de las fuerzas que estaban apoyando la política del Partido Moderado.
En el oriente y por idea del general Bartolomé Masó se organizó un intento de mediación de los veteranos; los generales Menocal y Cebreco tenían la encomienda de entrevistarse con Estrada Palma y las intenciones eran la de anular las elecciones objetivo que se vio frustrado pues Estrada Palma declaró que primero los alzados deberían entregar sus armas y después se escucharían los argumentos.
Ante la gravedad de la situación, Estrada Palma manifestó una vez más su vocación anexionista, y en vez de procurar un acuerdo pacífico entre cubanos, pidió nuevamente la intervención militar de Estados Unidos. El gobierno estadounidense aceptó la solicitud y el 29 de septiembre de 1906, el secretario de la Guerra de Estados Unidos, William H. Taft, asumió el cargo de gobernador provisional de Cuba.